# Zilli
Pour les articles homonymes, voir Zilli.
Zilli est une marque française de prêt-à-porter de luxe basée à Lyon, spécialisée dans le « Sport Chic » pour homme.
La maison Zilli a été fondée par Teofilo Zilli, immigré italien originaire de Rive d'Arcano, en 1965.

## Histoire
- 1950 : Oscar et Rose Schimel créent un atelier de confection de canadiennes à Lyon dans le quartier de la Croix-Rousse et ouvrent plusieurs magasins dans le centre de la ville. Leur fils Alain grandit dans cet univers dédié à l’habillement et à la couture. Il décide néanmoins de se consacrer à des études d’avocat[réf. nécessaire].
- 1970 : Alain Schimel[1] investit dans les établissements Zilli à Lyon, atelier d’un créateur (modéliste / tailleur) italien, Teofilo Zilli, spécialisé dans le travail des peaux. Zilli lance le blouson de cuir.
- 1990:  Zilli ouvre sa première boutique en France, à Paris, rue du Faubourg Saint Honoré, elle s’installe au 48, rue François 1er dans un hôtel particulier de 4 niveaux[réf. nécessaire].
- 1996:  Zilli propose une gamme complète d’habillement masculin. Des lignes de costumes, chemises, cravates, chaussures, petite maroquinerie, ceintures, sacs, bagagerie, jeans, maille, complètent la collection[réf. nécessaire].
- 2016: Zilli signe un contrat de distribution exclusive à Moscou avec le groupe Mercury[pertinence contestée] et ouvre simultanément 3 nouvelles boutiques.
- 2017: Zilli et Grosfilley[2] lunettes signent un contrat de licence et lancent une nouvelle ligne de lunettes optiques et solaires.
- 2021: En redressement judiciaire, Zilli est reprise par une société d’investissement basée à Dubai, Negma Group, et un cabinet italien, FAI[3] ; en décembre 2021, le groupe Negma[4] procède à l'acquisition de Zilli.

## Mécénat
Zilli soutient l’art contemporain, en effet la marque est mécène de la Villa Médicis à Rome,, et des Biennales de Lyon depuis 2005,.

## Distinctions
Zilli détient le label Entreprise du patrimoine vivant.

## Développement
La marque poursuit son développement,, notamment initié par l'implantation en Russie en 1991, et multiplie les implantations, notamment en Asie, et aux États-Unis. En 2012 la marque ouvre un nouveau Show-Room à Paris et agrandit son siège social à Lyon.